# Ангар 18
«Ангар 18» (англ. Hangar 18) — фильм режиссёра Джеймса Л. Конуэя.

## Сюжет
Во время орбитальной экспедиции «Спейс шаттл» НАСА встречается с НЛО. Происходит авария, в которой один из астронавтов, Джадд Гейтс, погибает. Шаттл с двумя оставшимися в живых — Стивом Бэнкрафтом и Лью Прайсом, — возвращается на Землю. НЛО после столкновения приземляется в пустыне в штате Аризона. Его посадку видит один из местных жителей, но когда на место прибывает шериф, там уже ничего нет: военные перевозят НЛО на базу «Ангар 18».
На совещании советника президента с руководителями армии и спецслужб выясняется, что в дело вмешалась политика. Через две недели выборы, преимущество действующего президента минимально. Ранее он высмеял конкурента за веру в «летающие тарелки»; если теперь распространится новость, что обнаружен реальный инопланетный космический корабль, рейтинг конкурента вырастет. Руководители получают неофициальную рекомендацию: скрыть всё до завершения выборов. Записи радаров и камер подчищают, а чтобы Бэнкрафт и Прайс не могли открыть правду, в газеты сообщают о том, что они якобы виновны в гибели Гейтса; теперь любое их заявление об НЛО будет выглядеть как неумелая попытка оправдаться.
В «Ангаре 18» ведётся исследование НЛО. В корабле находят тела двух инопланетян, строение которых почти идентично человеческому, а также образцы земной жизни — погружённых в жидкость животных и даже живую девушку. Выясняется, что смерть пилотов — результат случайности: при столкновении разбились пробирки с реактивами и образовался ядовитый газ. Символы на органах управления совпадают с письменами в древних пирамидах в Мексике и Египте. Расшифрованные документы говорят о том, что инопланетяне посетили Землю в древнее время, повлияв на человеческую эволюцию. Сейчас они собираются вернуться; данный НЛО — разведчик, а где-то в космосе есть базовый корабль.
Тем временем Бэнкрафт и Прайс через личные связи находят на одной из периферийных станций слежения записи радаров, показывающие траекторию НЛО и место посадки, и отправляются в Аризону. Осматривая место приземления, они сталкиваются с агентами спецслужб и вынуждены бежать. Обсудив, куда власти могли спрятать НЛО, они вычисляют Ангар 18 — уединённую базу, имеющую всё необходимое для исследований, и направляются туда. Во взятой напрокат машине отказывают тормоза: астронавтам удаётся избежать гибели, и тогда агенты спецслужбы открывают по ним огонь. Во время погони Прайс погибает.
Исполнительный директор НАСА угрожает опубликовать факты. Участники заговора решают уничтожить «Ангар 18» вместе с инопланетным кораблём, чтобы скрыть улики. С авиабазы ЦРУ вылетает беспилотный самолёт, начинённый взрывчаткой.
Бэнкрафт на очередной угнанной машине прорывается сквозь охрану в Ангар 18 и встречается с исполнительным директором НАСА. Они вместе входят в инопланетный корабль. В это время по ангару наносится удар, происходит колоссальный взрыв, но корабль и все, кто был внутри, остаются целы. Пресса моментально узнаёт об НЛО. На следующее утро назначена большая пресс-конференция.

## В ролях
- Гэри Коллинз — Стив Бэнкрафт, астронавт НАСА
- Джеймс Хэмптон — Лью Прайс, астронавт НАСА
- Дж. Р. Кларк — Джадд Гейтс, астронавт, полковник ВВС
- Роберт Вон — Гордон Кейн, советник президента
- Филип Эбботт — Фрэнк Моррисон, генерал-лейтенант
- Джозеф Кампанелла — Фрэнк Рафферти, руководитель спецслужб
- Даррен Макгейвин — Гарри Форбс, исполнительный директор НАСА, первым вошёл в НЛО
- Том Халлик — Фил Камерон, руководитель исследователей
- Стивен Китс — Пол Баннистер, исследователь НЛО
- Памела Беллвуд — Сара Майклс, исследователь НЛО, проводившая вскрытие инопланетян
- Эндрю Блох — Нил Кейсо, исследователь НЛО, лингвист
- Майкл Рууд — Джордж Тёрнер, друг со станции слежения
- Стюарт Пэнкин — Сэм Тэйт, местный житель, видевший НЛО

## Любопытные факты
- В год выхода фильма Спейс шаттл ещё не летал в космос (первый полёт осуществлён 12 апреля 1981 года). В фильме использовано несколько реальных кадров с посадкой прототипа шаттла — челнока «Энтерпрайз».
- Шаттл в реальности никогда не летал с тремя астронавтами. Экипажи состояли сначала из двух, а позже — из 4-8 человек.
- Фильм был показан в советском кинопрокате, а позже вышел на первом канале центрального телевидения в декабре 1983 года. Перед показом фильма вступительное слово сказал космонавт Георгий Гречко. Из фильма были вырезаны эпизоды: выводы комиссии НАСА о происхождении пришельцев из «тарелки» (около 2 минут), сюжет с похищенной и оставшейся в живых женщиной с Земли (примерно 3 минуты), было немного сокращено время ещё нескольких эпизодов. Эти правки не имели какой-либо политической окраски — они были сделаны, чтобы «вписать» продолжительность картины в «стандартные» прокатные «не более 90 минут», что в то время было частым явлением, но некоторые диалоги были озвучены с правкой «по политическим мотивам» — например, в начале оригинала фильма пилоты в кабине шутят по поводу русских ракет, в советском прокате эта фраза была заменена на нейтральную шутку («Чтобы нам было чем заняться»).
- По мотивам фильма были записаны песни американской трэш-металлической группы Megadeth Hangar 18 и Return to Hangar.